# ريد دياموند
ريد دياموند Red Diamond هي شركة قهوة وشاي وأغذية كان مقرها في برمنغهام في ولاية ألاباما.
تأسست عام 1906، وهي واحدة من أقدم ثلاث شركات للقهوة والشاي في الولايات المتحدة.
وفي يناير 2009 انتقلت بالمقر إلى مودي في ولاية ألاباما.